# Alan Pichot
Alan Pichot   (Buenos Aires, 13 d'agost de 1998) és un jugador d'escacs argentí. Va ser guardonat amb el títol de Gran Mestre per la FIDE el 2016.

## Resultats destacats en competició
Pichot va ser campió argentí en les categories sub10, sub12, sub14 i sub18, i va aconseguir aquesta darrera victòria als 12 anys Es va convertir en campió panamericà sub 10 l'any 2008 i, com a resultat, va rebre el títol de Mestre de la FIDE. El 2014, va guanyar la secció sub-16 del Campionat del Món d'escacs juvenil amb una puntuació de 9/11 punts (+9–2=0), mig punt per davant de la resta de participants. Va obtenir el títol de Gran Mestre el 2016, a disset anys.
El juliol de 2019, Pichot va assolir el cinquè lloc al Campionat Continental Americà d'escacs amb una puntuació de 8/11 (+6–1=4), classificant-se així per a la Copa del Món de la FIDE 2019.
El 2022, Pichot va guanyar el torneig Magistral 50 Aniversario Torre Blanca a Buenos Aires amb una puntuació de 8/9 (+7–0=2)
Pichot ha representat l'Argentina a les Olimpíades d'escacs des del 2016. Va estar al tauler de reserva a la 42a Olimpíada d'escacs, amb una puntuació de 5½/8 (+3–0=5). Va jugar al quart tauler a la 43a Olimpíada d'escacs i hi va puntuar 5½/9 (+4–2=3).